# 科摩多集团
科摩多（英語：Comodo Group, Inc）是一个自创型公司企业，主要经营计算机软件及SSL数字证书等产品，公司在英国起家，广涉到美国新泽西州的泽西城和犹他州的盐湖城。科摩多的CEO为梅利赫·阿卜杜勒哈伊奥卢，于1998年在布拉德福德大学毕业后创立了科摩多公司。

## 产品
科摩多公司通过互联网提供很多免费产品可供大众下载。关注度最高的免费产品为科摩多互联网安全套装，它融合了科摩多防火墙、主机入侵防御系统（HIPS）和杀毒功能。
其他科摩多的知名免费软件安全工具包括反恶意软件工具、内存防火墙，免费的解决方案使其免受超过90%的缓冲区溢出攻击。需要额外缴费的服务款项是，科摩多产品用户可认购科摩多的计算机清理和实时计算机维护的优化服务。
Comodo还提供免费的注册表清理程序，并还把科摩多系统清理包含在内。
Comodo Easy VPN是一个虚拟专用网（VPN）服务。
Comodo加密电子邮件合并了一项专利申请技术，允许S/MIME邮件用户发送邮件给任何没有预先交换密钥的邮件用户。此产品有两个版本，一个是有限制的免费版本，一个是拥有更多功能的专业版本。

### 免费产品
| 名称                                                       | 简介                                                         |
| ---------------------------------------------------------- | ------------------------------------------------------------ |
| Comodo AntiSpam 反垃圾邮件                                 | 反垃圾邮件软件                                               |
| Comodo AntiVirus 杀毒                                      | 免费的windows杀毒软件                                        |
| Comodo AV Scanner 引擎扫描                                 | 免费的在线反恶意软件扫描                                     |
| Comodo BackUp 备份                                         | 备份文件                                                     |
| Comodo BoClean                                             | 监测和清除各类木马                                           |
| Comodo Disk Encryption 硬盘加密                            |                                                              |
| Comodo EasyVPN with Instant Messaging 虚拟局域网并即时通讯 |                                                              |
| Comodo Firewall 防火墙                                     | 免费的个人版防火墙                                           |
| Comodo Free SSL Certificate 免费的数字证书                 | 安全套接层功能，保护网站安全                                 |
| Comodo Internet Security 互联网安全套装                    | 杀毒, 主动防御，防火墙于一体的                               |
| Comodo iVault                                              | 安全加密的机密信息存储                                       |
| Comodo Memory Firewall 内存防火墙                          | 免受缓冲区溢出攻击                                           |
| Comodo PCI Scanning                                        |                                                              |
| Comodo SecureEmail 加密邮件                                | 加密且带有数字签名的邮件                                     |
| Comodo System-Cleaner 系统清理                             | 系统清理和系统优化                                           |
| Comodo Time Machine 系统时光机                             | 保存、恢复即时系统快照                                       |
| Comodo VerificationEngine 认证引擎                         | 核实认证合法可信的网站                                       |
| Comodo Dragon 龙安全浏览器                                 | 由科摩多开发的基于Chromium内核的网络浏览器，以安全为主要特色 |

### 经营产品
科摩多是一个认证机构，并且是第二大商业核准证书的发行者。科摩多的证书包括组织批准证书（OV）、域名核准证书（DV）、延伸核准证书（EV SSL）、多区域证书、统一通讯证书、邮件证书及代码签名证书。科摩多认证中心每年都通过Ernst & Young网誉认证检验。
加密邮件专业版允许企业发送加密或者带有数字签名的邮件，它比加密邮件免费版带有更多可供支配的数字证书。科摩多证书管理允许IT部门集中远程配置和管理数字证书。
科摩多的CA是经过批准的提供扫描服务的供应商，提供的PCI扫描服务能够帮助持有信用卡的商家遵守PCI DSS的规定。科摩多的黑客验证是一个日常的漏洞扫描解决方案。一个标识放在第三方网站上，展示出他们通过了科摩多的黑客验证。
早在2008年，科摩多的Usertrust为在线客户提供反馈平台。Usertrust使商家清晰地了解他们是如何服务他们的客户的，以使其能更好提供交易评价与反馈的服务。

## 爭議

### 赛门铁克vs科摩多
为回应赛门铁克对于免费杀毒软件有效性的评论，2010年9月18日，科摩多集团总裁梅利赫·阿卜杜勒哈伊奥卢挑战赛门铁克，探究究竟哪款软件能更好地帮助用户对抗流氓软件。诺顿杀毒的生产商赛门铁克回应，这样直接性的测试是不必要的：“诺顿已接受了多个独立第三方机构的实验室检测，包括病毒检测和病毒对比测试。我们鼓励科摩多去联系那些检测实验室，看其是否对他们的产品感兴趣。"
2010年9月28日，PC Magazine的安全领头分析师Neil J. Rubenking发布了一篇有关科摩多杀毒5.0的文章。他概括为科摩多杀毒5.0在恶意软件阻截测试中比诺顿杀毒2011版要更好。

### Let's Encrypt商標注册爭議
2015年10月，科摩多試圖申请“Let's Encrypt”、“Comodo Let's Encrypt”和“Let's Encrypt with Comodo”商标。这些申请在Let's Encrypt的上级组织“互联网安全研究组”于2014年11月开始公开使用Let's Encrypt名称之后的近一年后提交，尽管科摩多的商标申请中的“意图使用”承认它从来没有使用“Let's Encrypt”作为品牌。
2016年6月24日，科摩多在其论坛上公开宣布其已提交“明确放弃”商标申请。
科摩多首席技术官Robin Alden说，“科摩多现在已经申请明确放弃此商标申请，而不是等待它们被允许或失效。在Let's Encrypt与科摩多合作后，商标问题现在已解决，我们要感谢Let's Encrypt团队帮助解决这个问题。